# Olympische Sommerspiele 1920/Leichtathletik – 400 m (Männer)
Der 400-Meter-Lauf der Männer bei den Olympischen Spielen 1920 in Antwerpen wurde am 19. und 20. August 1920 im Antwerpener Olympiastadion ausgetragen. 37 Athleten nahmen daran teil.
Olympiasieger wurde der Südafrikaner Bevil Rudd vor dem Briten Guy Butler. Bronze gewann der Schwede Nils Engdahl.
Aus der Schweiz nahmen keine Athleten teil. Deutschland und Österreich waren von den Olympischen Spielen 1920 ausgeschlossen.

## Bestehende Rekorde
| Weltrekord         | 47,4 s (über 440 Yards = 402,34 m) | Ted Meredith ( USA)     | Cambridge (Massachusetts), USA | 27. Mai 1916  |
| Olympischer Rekord | 48,2 s                             | Charles Reidpath ( USA) | OS Stockholm, Schweden         | 13. Juli 1912 |

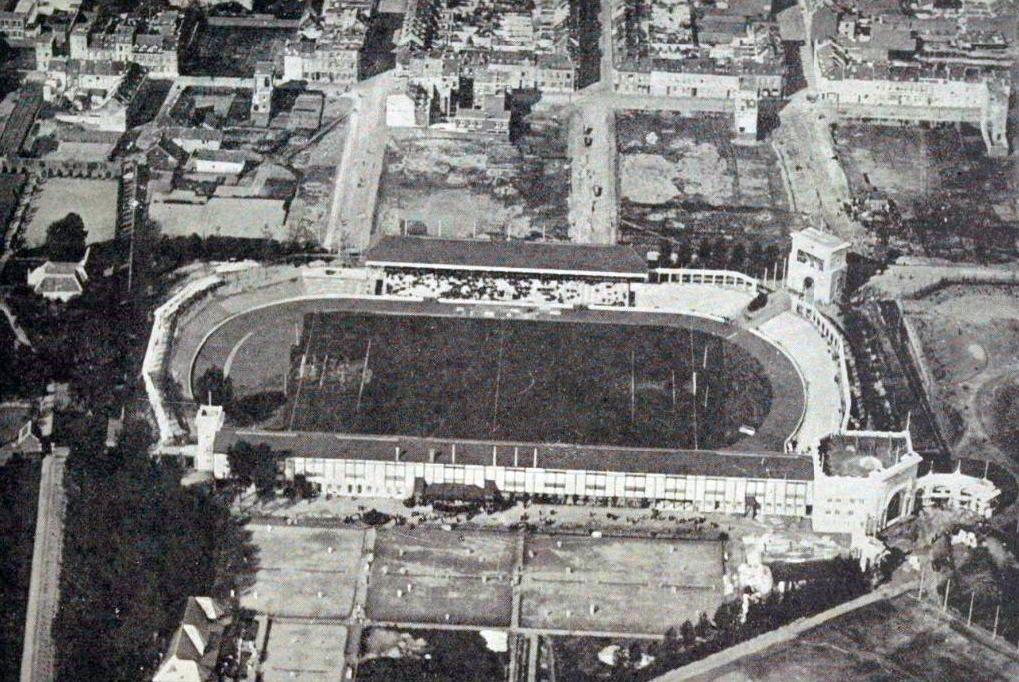
Das Antwerpener Olympiastadion

Welt- und Olympiarekord blieben bei diesen Spielen völlig ungefährdet. Als schnellste Zeit liefen der schwedische Bronzemedaillengewinner Nils Engdahl (erstes Halbfinale) und der südafrikanische Olympiasieger Bevil Rudd (Finale) jeweils 49,6 s.

## Durchführung des Wettbewerbs
Am 19. August (9.30 Uhr Ortszeit) wurden insgesamt zehn Vorläufe durchgeführt. Die auf den ersten beiden Plätzen eingelaufenen Athleten – hellblau unterlegt – qualifizierten sich für die Viertelfinals, die am selben Tag um 15.15 Uhr stattfanden. In diesen vier Läufen kamen jeweils die besten Drei – wiederum hellblau unterlegt – in die Halbfinalläufe des folgenden Tages. In beiden Vorentscheidungen, Start ab 14.00 Uhr, qualifizierten sich die jeweils ersten drei Läufer – hellblau unterlegt – für das Finale, das um 16.15 Uhr gestartet wurde.

## Vorläufe
Datum: 19. August 1920, 9.30 Uhr Ortszeit
Die Zeitangaben sind nicht komplett überliefert.

### Vorlauf 1
| Platz | Name              | Nation                | Zeit   | Anmerkung |
| ----- | ----------------- | --------------------- | ------ | --------- |
| 1     | Robert Lindsay    | Großbritannien        | 52,0 s |           |
| 2     | Clarence Oldfield | Südafrikanische Union | 52,2 s |           |
| 3     | Tolly Bolin       | Schweden              | 52,6 s |           |

### Vorlauf 2
| Platz | Name                 | Nation                | Zeit   | Anmerkung |
| ----- | -------------------- | --------------------- | ------ | --------- |
| 1     | Gaston Féry          | Frankreich            | 51,1 s |           |
| 2     | John Ainsworth-Davis | Großbritannien        | 51,3 s |           |
| 3     | Karel Frankenstein   | Tschechoslowakei      | 51,8 s |           |
| 4     | Frank Irvine         | Südafrikanische Union | k. A.  |           |

### Vorlauf 3

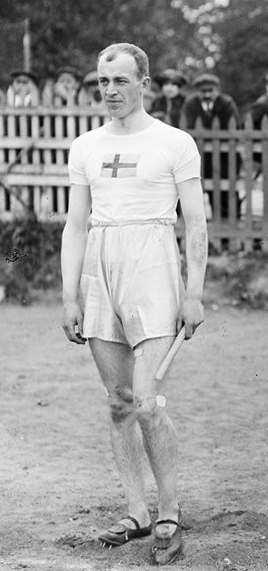
Sven Krokström – ausgeschieden als Dritter des dritten Vorlaufs

| Platz | Name           | Nation                | Zeit   | Anmerkung |
| ----- | -------------- | --------------------- | ------ | --------- |
| 1     | Frank Shea     | USA                   | 50,8 s |           |
| 2     | Henry Dafel    | Südafrikanische Union | 51,2 s |           |
| 3     | Sven Krokström | Schweden              | 51,6 s |           |

### Vorlauf 4
| Platz | Name                | Nation             | Zeit   | Anmerkung |
| ----- | ------------------- | ------------------ | ------ | --------- |
| 1     | Ted Meredith        | USA                | 51,6 s |           |
| 2     | Géo André           | Frankreich         | 52,3 s |           |
| 3     | Giuseppe Bernardoni | Königreich Italien | 52,8 s |           |

### Vorlauf 5
| Platz | Name              | Nation                | Zeit   | Anmerkung |
| ----- | ----------------- | --------------------- | ------ | --------- |
| 1     | Bevil Rudd        | Südafrikanische Union | 50,6 s |           |
| 2     | Erik Wilén        | Finnland              | 51,1 s |           |
| 3     | Reinhold Saulmann | Estland               | 51,6 s |           |
| 4     | Giovanni Tosi     | Königreich Italien    | 51,8 s |           |

### Vorlauf 6
| Platz | Name         | Nation           | Zeit   | Anmerkung |
| ----- | ------------ | ---------------- | ------ | --------- |
| 1     | Robert Emery | USA              | 52,6 s |           |
| 2     | Guy Butler   | Großbritannien   | 53,2 s |           |
| 3     | Karel Přibyl | Tschechoslowakei | 54,0 s |           |
| 4     | Jules Migeot | Belgien          | 55,1 s |           |

### Vorlauf 7

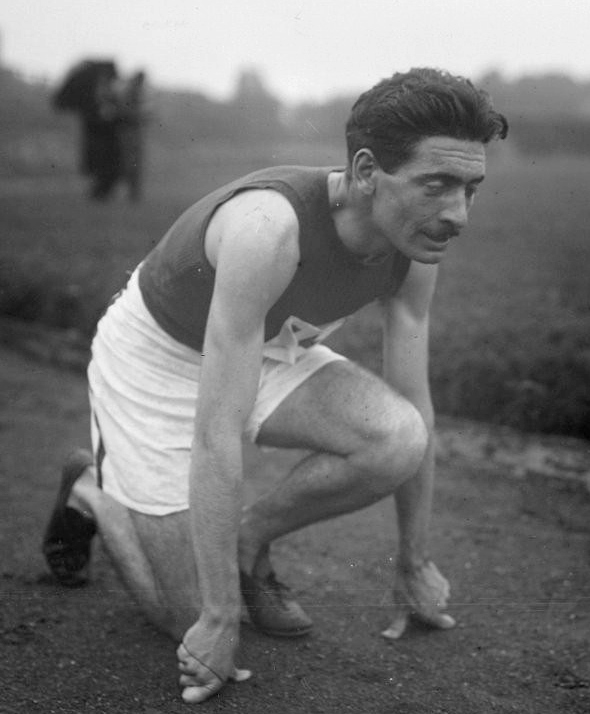
Maurice Delvart – ausgeschieden als Dritter des siebten Vorlaufs

| Platz | Name            | Nation     | Zeit   | Anmerkung |
| ----- | --------------- | ---------- | ------ | --------- |
| 1     | George Schiller | USA        | 50,4 s |           |
| 2     | Nils Engdahl    | Schweden   | 50,6 s |           |
| 3     | Maurice Delvart | Frankreich | 50,9 s |           |
| 4     | Einar Mangset   | Norwegen   | 51,3 s |           |

### Vorlauf 8
| Platz | Name            | Nation             | Zeit   | Anmerkung |
| ----- | --------------- | ------------------ | ------ | --------- |
| 1     | Eric Sundblad   | Schweden           | 52,0 s |           |
| 2     | Hector Phillips | Kanada             | 52,3 s |           |
| 3     | Agide Simonazzi | Königreich Italien | 53,0 s |           |
| 4     | Purma Bannerjee | Britisch-Indien    | 53,1 s |           |

### Vorlauf 9

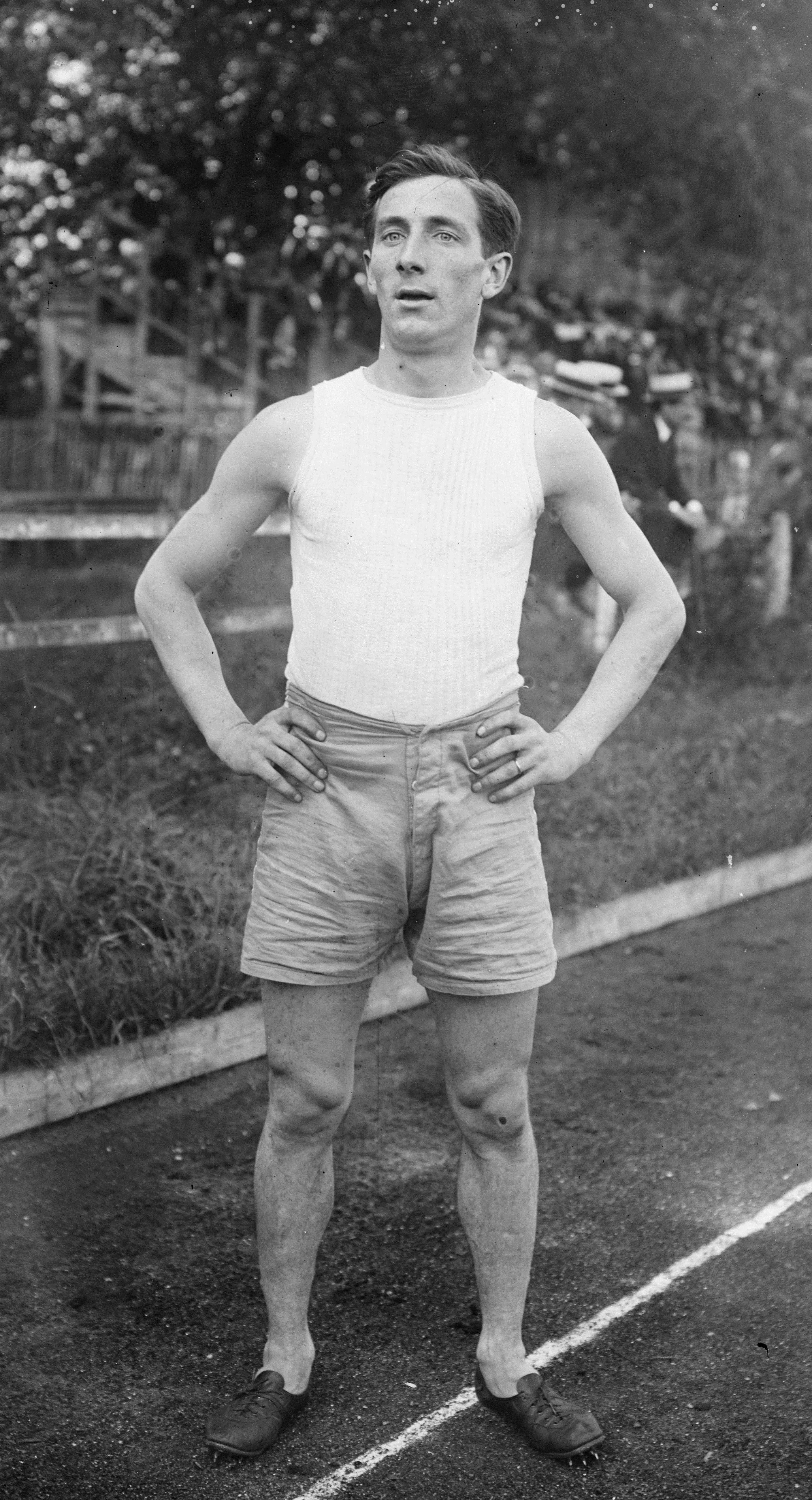
Eugène Bayon – ausgeschieden als Dritter des zehnten Vorlaufs

| Platz | Name                    | Nation         | Zeit   | Anmerkung |
| ----- | ----------------------- | -------------- | ------ | --------- |
| 1     | Omer Corteyn            | Belgien        | 52,2 s |           |
| 2     | Hedges Worthington-Eyre | Großbritannien | 52,5 s |           |
| 3     | Jean Proess             | Luxemburg      | 52,6 s |           |
| 4     | José García Lorenzana   | Spanien        | 52,8 s |           |

### Vorlauf 10
| Platz | Name                 | Nation     | Zeit   | Anmerkung |
| ----- | -------------------- | ---------- | ------ | --------- |
| 1     | François Morren      | Belgien    | 51,6 s |           |
| 2     | Miguel García Onsalo | Spanien    | 52,0 s |           |
| 3     | Eugène Bayon         | Frankreich | 52,4 s |           |
| 4     | Ahmed Abbas Khairy   | Ägypten    | k. A.  |           |

## Viertelfinale
Datum: 19. August 1920, 15.15 Uhr Ortszeit

### Lauf 1

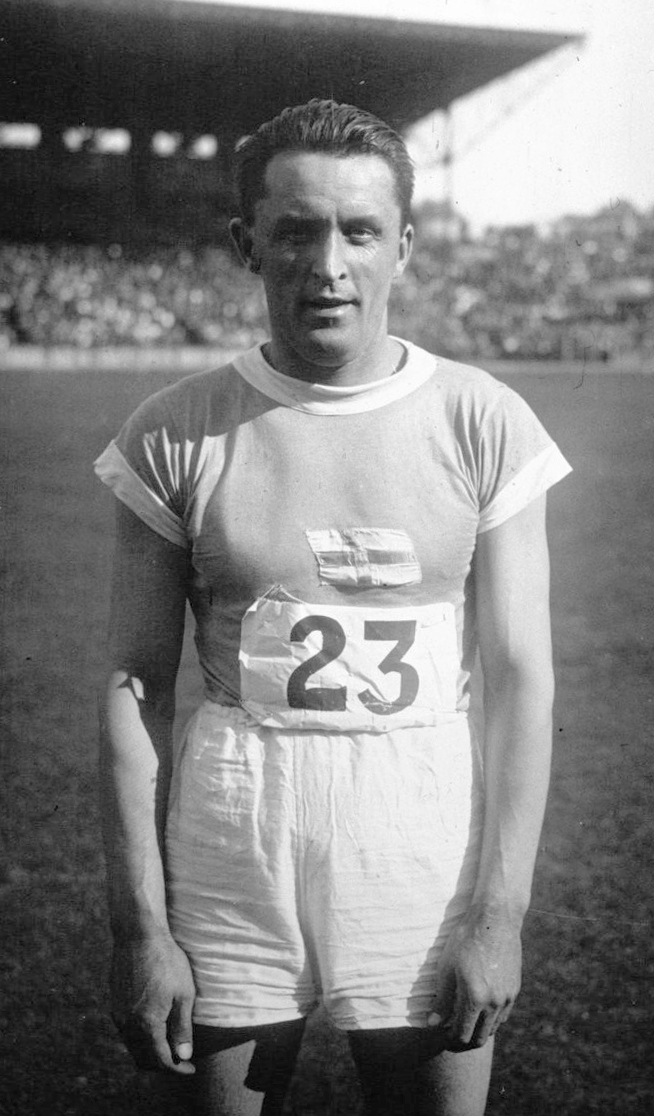
Erik Wilén – ausgeschieden als Vierter des zweiten Viertelfinals

| Platz | Name                 | Nation                | Zeit   | Anmerkung |
| ----- | -------------------- | --------------------- | ------ | --------- |
| 1     | Nils Engdahl         | Schweden              | 50,4 s |           |
| 2     | John Ainsworth-Davis | Großbritannien        | 50,7 s |           |
| 3     | Robert Emery         | USA                   | 50,7 s |           |
| 4     | François Morren      | Belgien               | 50,8 s |           |
| 5     | Clarence Oldfield    | Südafrikanische Union | 51,1 s |           |

### Lauf 2
| Platz | Name            | Nation         | Zeit   | Anmerkung |
| ----- | --------------- | -------------- | ------ | --------- |
| 1     | Gaston Féry     | Frankreich     | 50,6 s |           |
| 2     | Guy Butler      | Großbritannien | 50,7 s |           |
| 3     | Ted Meredith    | USA            | 50,8 s |           |
| 4     | Erik Wilén      | Finnland       | 51,1 s |           |
| 5     | Hector Phillips | Kanada         | 51,5 s |           |

### Lauf 3

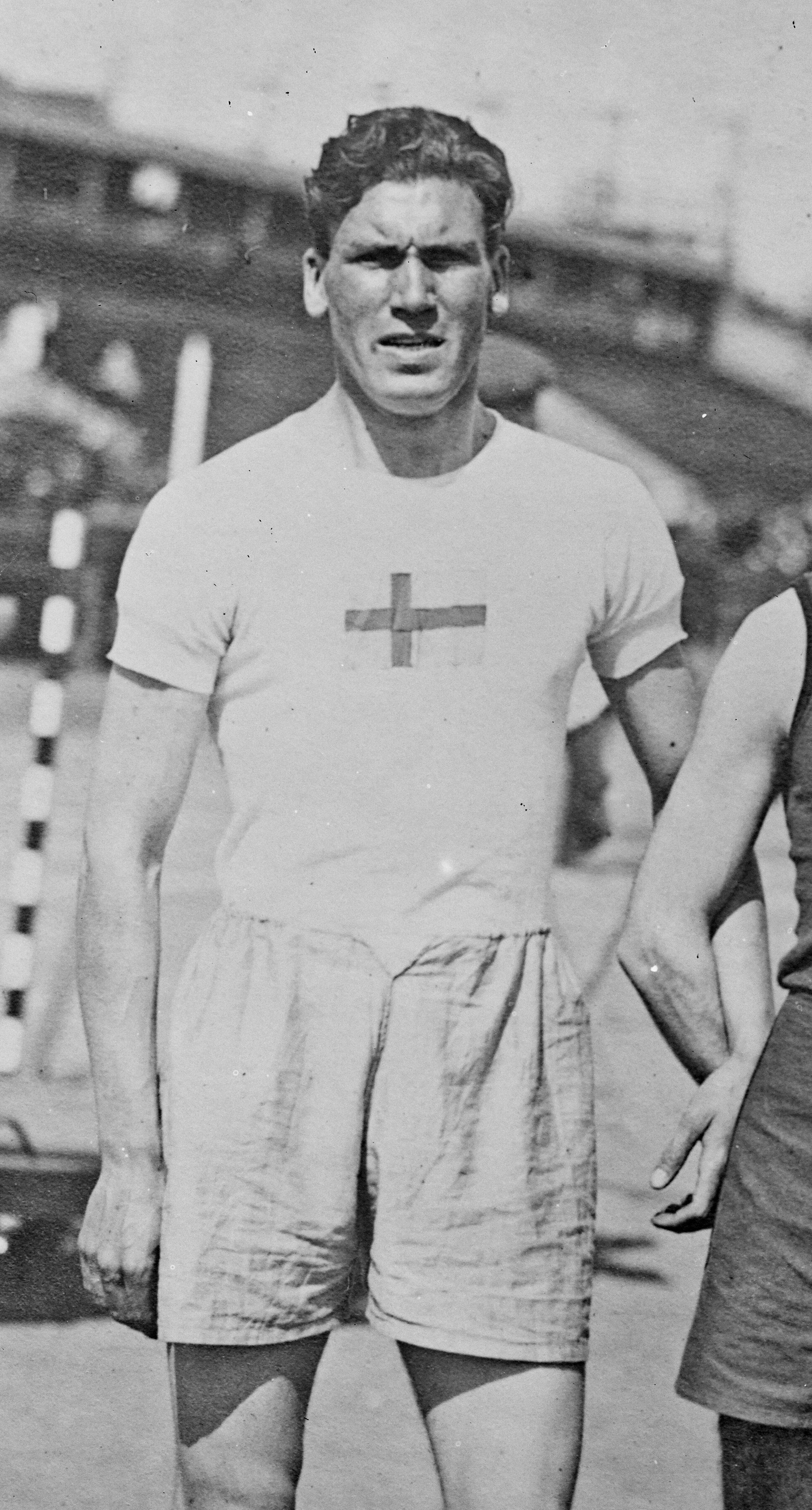
Eric Sundblad – ausgeschieden als Dritter des dritten Viertelfinals
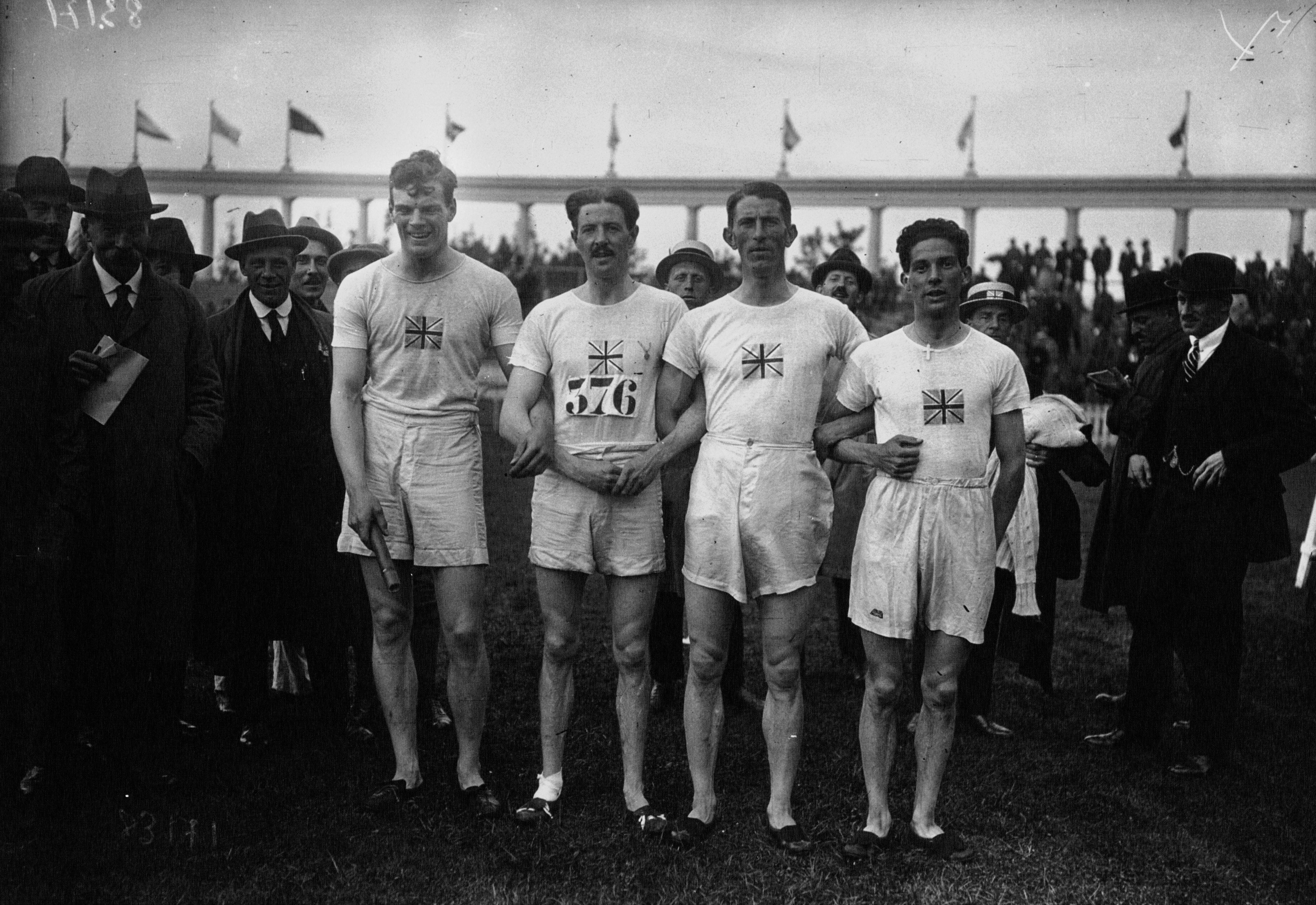
Robert Lindsay (Zweiter von rechts) – ausgeschieden als Vierter des dritten Viertelfinals

| Platz | Name            | Nation                | Zeit   | Anmerkung |
| ----- | --------------- | --------------------- | ------ | --------- |
| 1     | Henry Dafel     | Südafrikanische Union | 51,0 s |           |
| 2     | George Schiller | USA                   | 51,3 s |           |
| 3     | Eric Sundblad   | Schweden              | 51,4 s |           |
| 4     | Robert Lindsay  | Großbritannien        | 51,7 s |           |
| 5     | Omer Corteyn    | Belgien               | 52,1 s |           |

### Lauf 4
| Platz | Name                    | Nation                | Zeit   | Anmerkung |
| ----- | ----------------------- | --------------------- | ------ | --------- |
| 1     | Frank Shea              | USA                   | 51,0 s |           |
| 2     | Bevil Rudd              | Südafrikanische Union | 51,2 s |           |
| 3     | Géo André               | Frankreich            | 51,3 s |           |
| 4     | Miguel García Onsalo    | Spanien               | 52,6 s |           |
| 5     | Hedges Worthington-Eyre | Großbritannien        | 52,7 s |           |

## Halbfinale
Datum: 20. August 1920, ab 14.00 Uhr Ortszeit
Die Übermittlung der Zeiten ist nicht komplett.

### Lauf 1

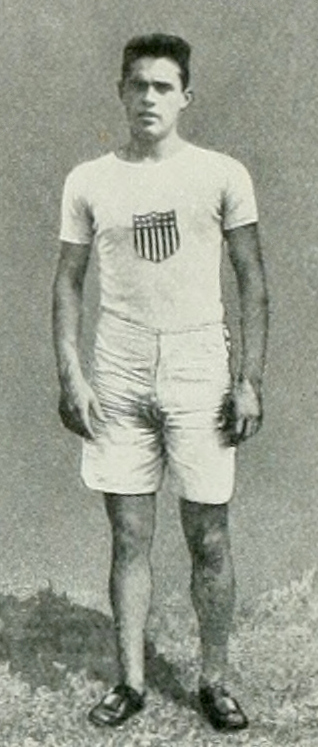
Weltrekordinhaber Ted Meredith – ausgeschieden als Vierter des zweiten Halbfinals
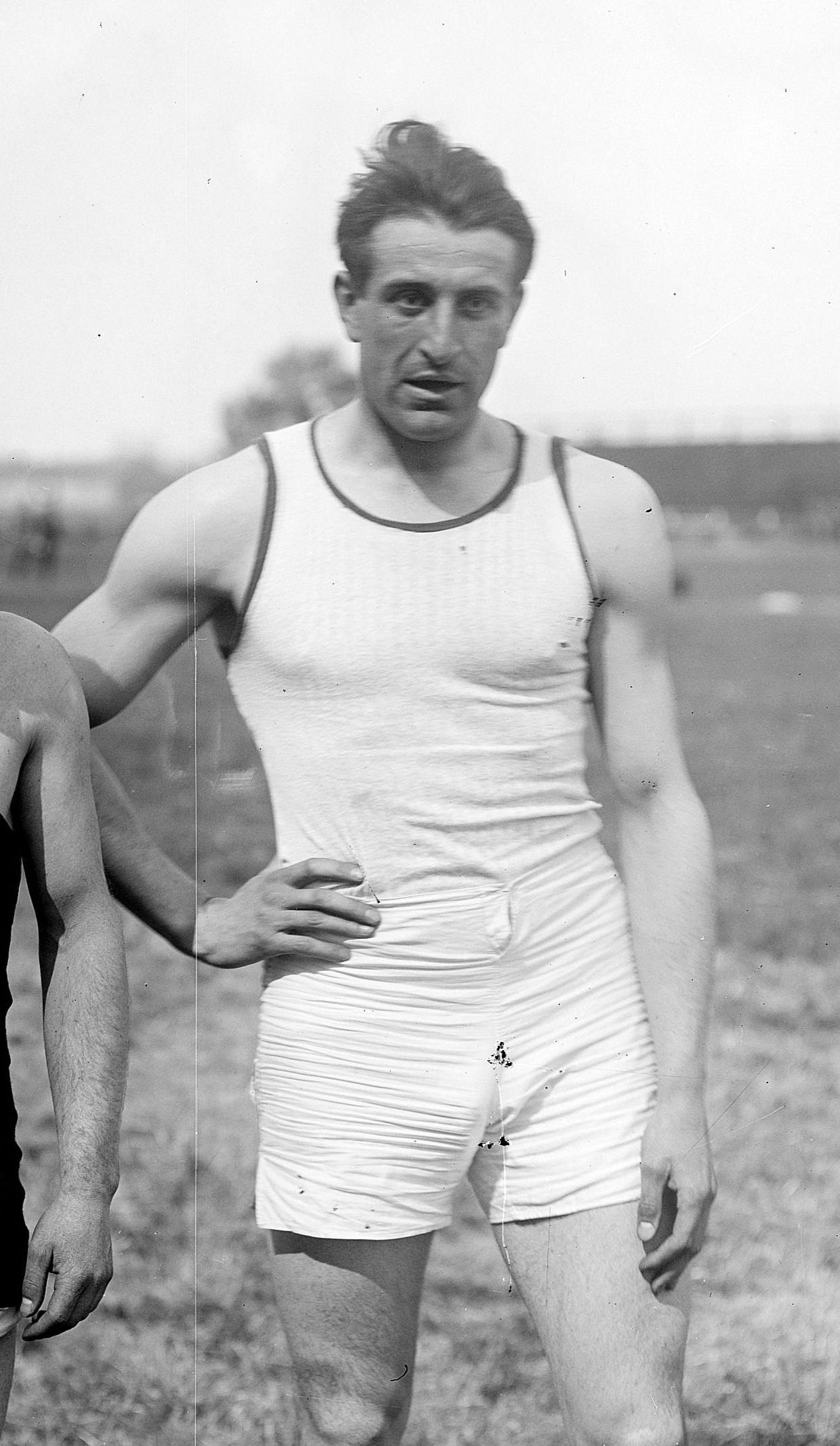
Géo André – ausgeschieden als Fünfter des zweiten Halbfinals

| Platz | Name                 | Nation                | Zeit   | Anmerkung |
| ----- | -------------------- | --------------------- | ------ | --------- |
| 1     | Nils Engdahl         | Schweden              | 49,6 s |           |
| 2     | Bevil Rudd           | Südafrikanische Union | 49,7 s |           |
| 3     | John Ainsworth-Davis | Großbritannien        | 49,9 s |           |
| 4     | Robert Emery         | USA                   | k. A.  |           |
| 5     | George Schiller      | USA                   | k. A.  |           |
| 6     | Gaston Féry          | Frankreich            | k. A.  |           |

### Lauf 2
| Platz | Name         | Nation                | Zeit   | Anmerkung |
| ----- | ------------ | --------------------- | ------ | --------- |
| 1     | Frank Shea   | USA                   | 50,0 s |           |
| 2     | Guy Butler   | Großbritannien        | 50,2 s |           |
| 3     | Henry Dafel  | Südafrikanische Union | 50,4 s |           |
| 4     | Ted Meredith | USA                   | 50,4 s |           |
| 5     | Géo André    | Frankreich            | 50,5 s |           |

## Finale
Datum: 20. August 1920, 16.15 Uhr Ortszeit
| Platz | Name                 | Nation                | Zeit   | Anmerkung |
| ----- | -------------------- | --------------------- | ------ | --------- |
| 1     | Bevil Rudd           | Südafrikanische Union | 49,6 s |           |
| 2     | Guy Butler           | Großbritannien        | 49,9 s |           |
| 3     | Nils Engdahl         | Schweden              | 50,0 s |           |
| 4     | Frank Shea           | USA                   | 50,2 s |           |
| 5     | John Ainsworth-Davis | Großbritannien        | 50,4 s |           |
| 6     | Henry Dafel          | Südafrikanische Union | 50,4 s |           |

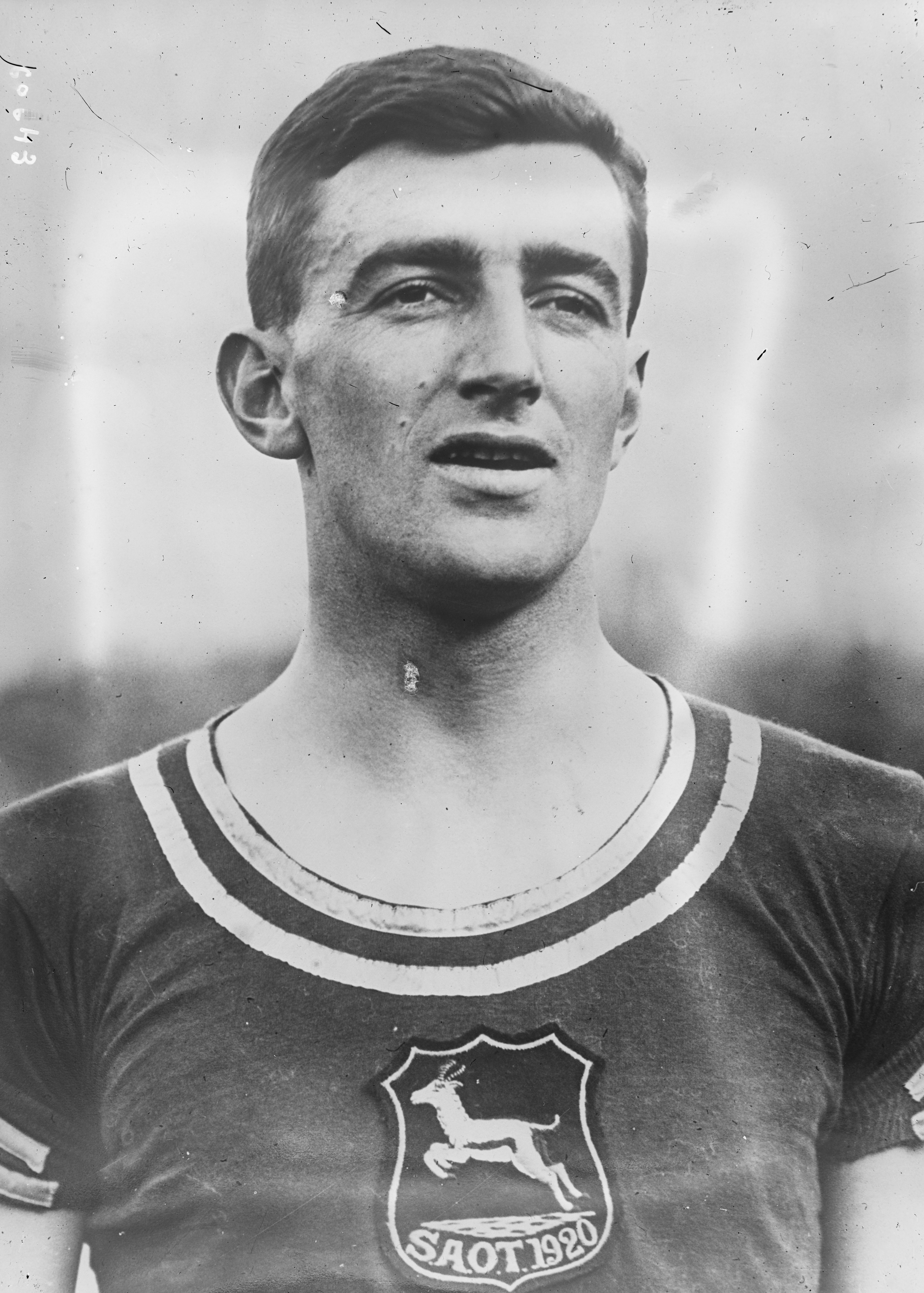
Der Sieger: Bevil Rudd

Die im Finale gelaufenen Zeiten waren angesichts Ted Merediths Weltrekords, der im Halbfinale ausgeschieden war, von 47,4 s schwach. Allerdings müssen der Zustand der Bahn und auch die Tatsache berücksichtigt werden, dass die Vorentscheidungen am selben Tag stattgefunden hatten wie das Finale.
Von der Überlegenheit der US-Amerikaner bei den letzten Spielen – dort war nur ein Läufer im Finale, der nicht aus den USA kam – war nichts mehr übrig geblieben. Siegreich war in einem klug eingeteilten Rennen der Südafrikaner Bevil Rudd.
Rudds Sieg war die erste südafrikanische Goldmedaille in dieser Disziplin.
Nils Engdahl erlief die erste schwedische Medaille über 400 Meter.

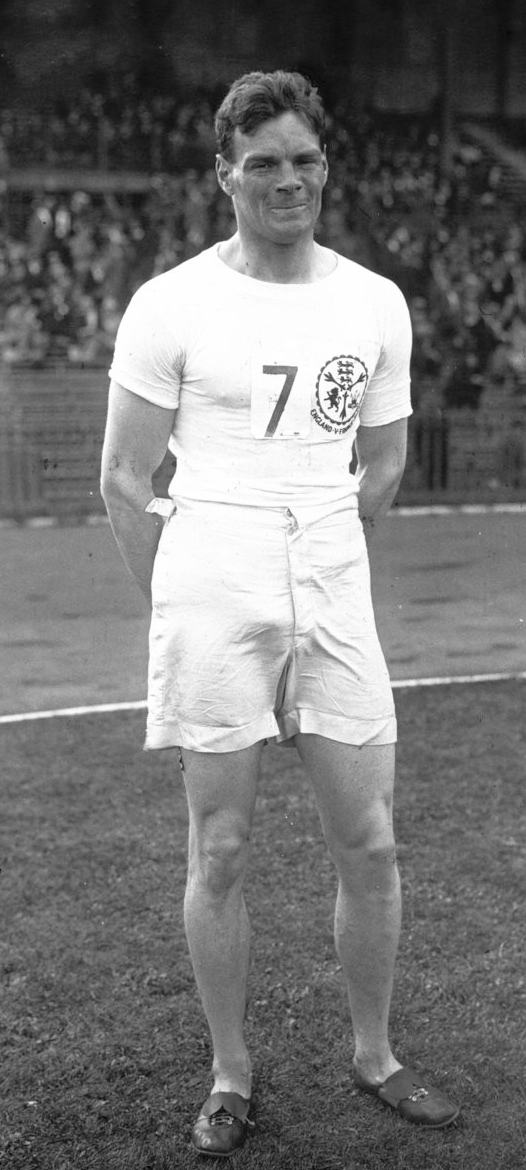
Guy Butler – Silbermedaille
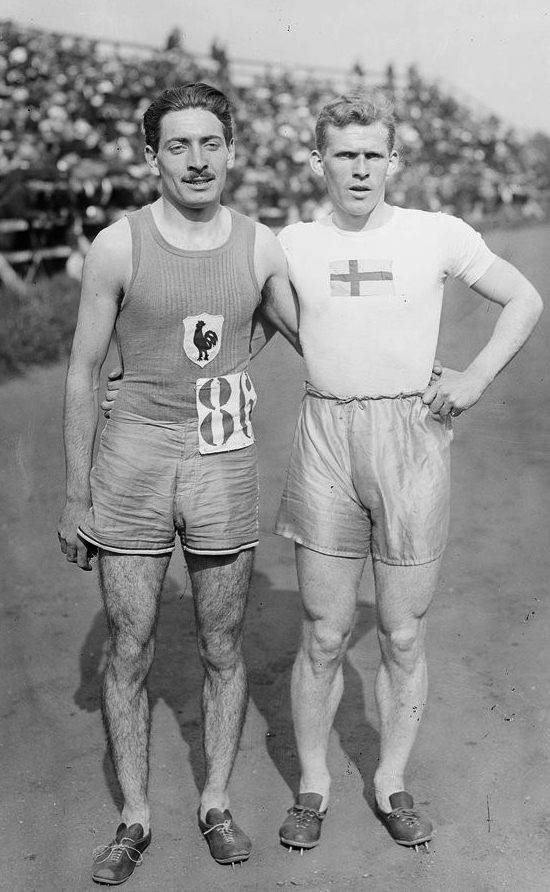
Bronzemedaillengewinner Nils Engdal (rechts)
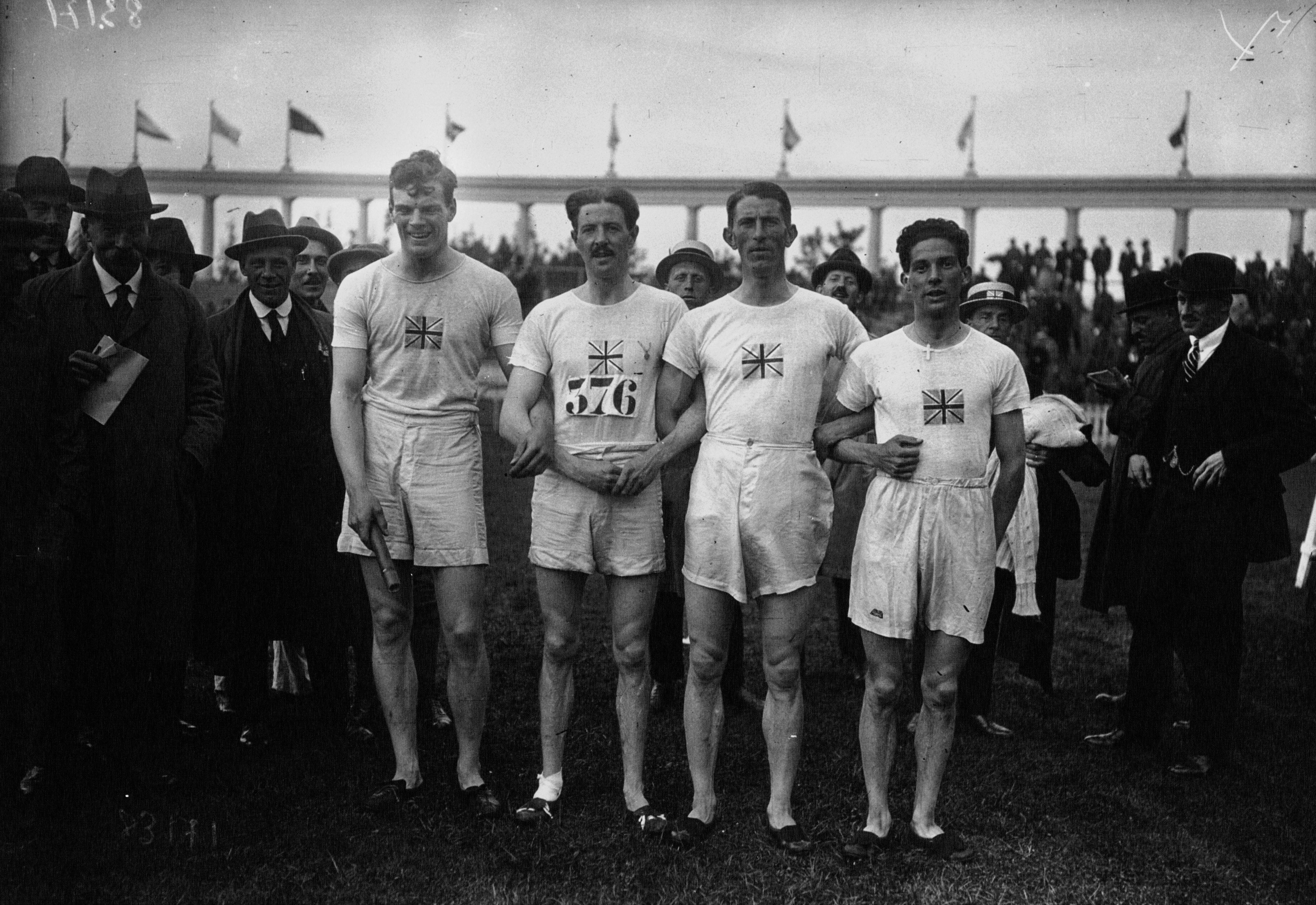
John Ainsworth-Davis (Zweiter von links) belegte Rang fünf

## Video
- South Africa's Bevil Rudd Wins 400m Gold - Antwerp 1920 Olympics, veröffentlicht am 20. Juni 2013 auf youtube.com, abgerufen am 30. August 2017